# Jozef Danyi
Jozef Danyi (* 28. října 1969 Slovensko) je český fotograf. Zabývá se grafickou prací s fotografiemi a portrétní fotografií.

## Dílo

### Portrétní fotografie
Specializuje se na portrétní fotografii. Jeho snímky zachycují osobnost a emoce subjektu. Využívá dramatického osvětlení a široce otevřené clony, což dodává jeho portrétům intenzitu a hloubku. Pracuje s modely tak, aby zachytil jejich osobnost, emoce a jedinečnost.

### Grafická práce s fotografiemi
Danyiho tvorba se stále více stává grafickou prací s fotografiemi. Fotografie jsou pro něj pouze počátkem procesu. Ve svých dílech kombinuje reálný svět s imaginárním. Vytváří kompozice skládáním různých vrstev a motivů. Používá různé vrstvy a téma, aby vytvořil fascinující koláže. Například pro vytvoření městské scenérie může kombinovat různé prvky, jako jsou okna chorvatských domečků, a vytvořit tak surrealistický pohled na známá místa.
Jeho snímky jsou často jednoduché, ale mají silný vizuální dopad. Kombinuje geometrické tvary, stíny a kontrasty. Jeho minimalistické kompozice jsou základem pro konečné obrazy, které jsou doplněny dalšími vrstvami a tématy. Ve své tvorbě experimentuje; jeho kompozice povzbuzují diváka k přemýšlení.

## Galerie

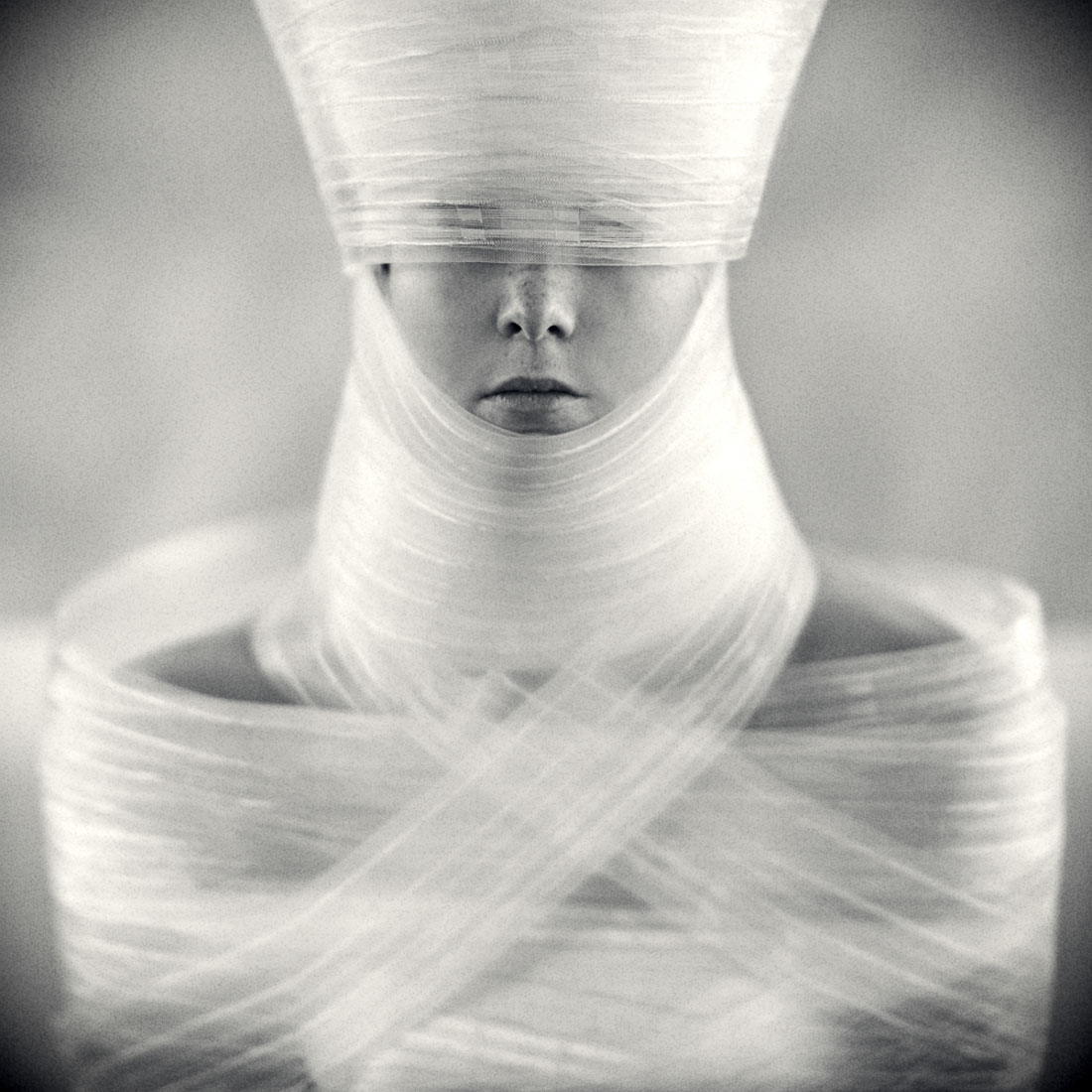
Egyptian Transformation V
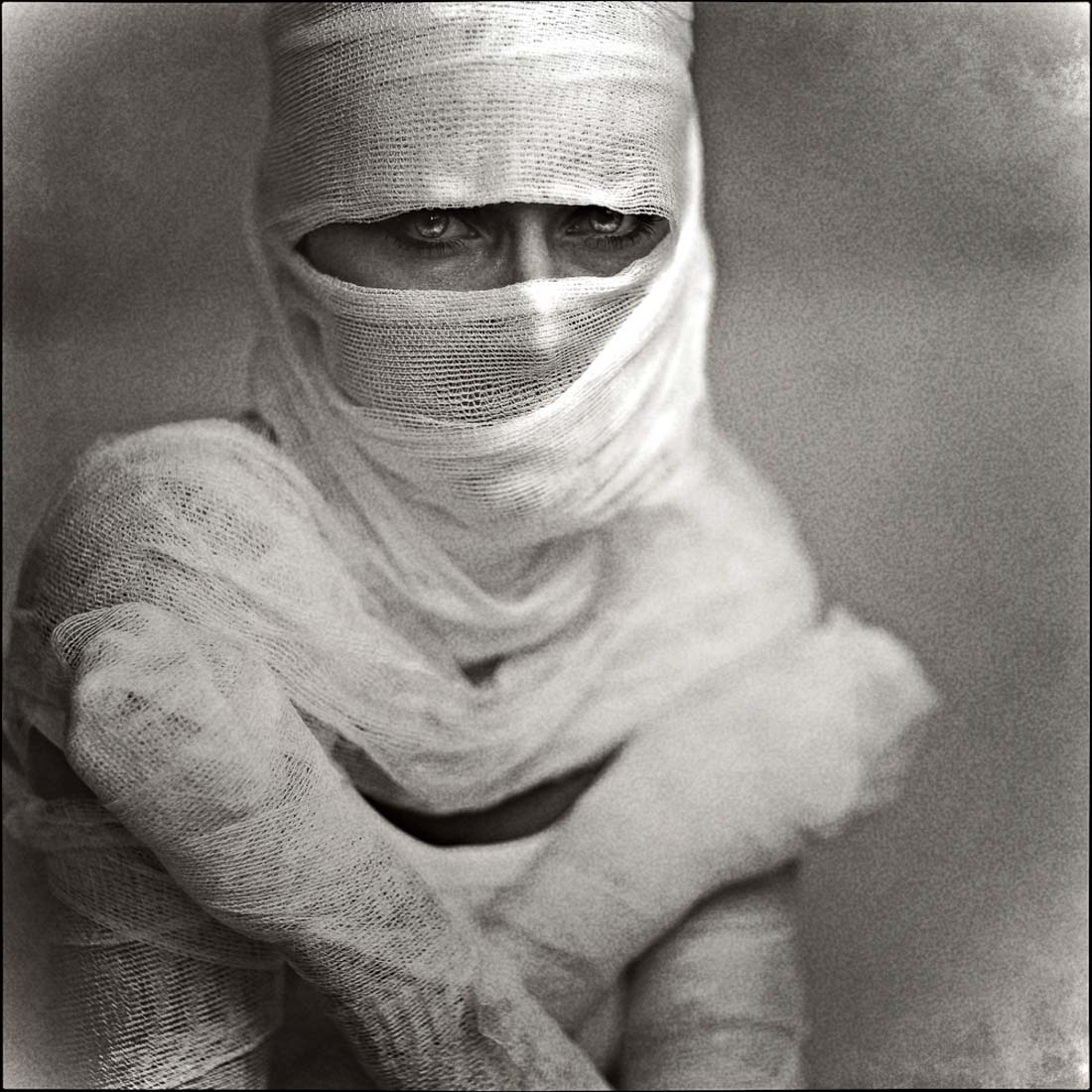
Mumie

## Fotografické soutěže (výběr)
2025 
- VIEPA Gold Medal, The 6th Vienna International Photo Award 2025, Vídeň, Rakousko
- Stříbrná medaile, Fine Art, Czech Art Photo 2025, Česko

- Bronze Award, Fine Art, One Eyeland - World’s Top 10 Black & White Photographers 2024, Indie

- Silver Award, Conceptual,1839 Awards 2025 – Color Photography Contest, New York, USA

- 2th Place, Overal Conntest Winner, Exposure One Awards - One Shot Photo 2025, New York, USA

- Gold Award, Other, Exposure One Awards - One Shot Photo 2025, New York, USA

- 5th Place, Digital Created, FEP Awards 2025, Kodaň, Belgie

- Honorable Mention (4x), Free Subject, WORLD MASTER OF PHOTOGRAPHY AWARD 2025, Vídeň, Rakousko
- Osobnost kultury 2024 - cena odborné komise. Město Bruntál, Česko

2024
- 2nd Place, Conceptual, Chromatic Photography Awards 2024, Londýn, Velká Británie
- Discovery of the Year, Conceptual, World Photo Annual, ReFocus 2024[5], New York, USA
- International Discovery of the Year, Photographer of the Year Contest, Exposure One Award 2024, USA
- Discovery of the Year, Conceptual, Photographer of the Year Contest, Exposure One Award 2024, USA
- Gold Award, Conceptual, Exposure One Awads 2024[6], New York, USA.
- 4th Place, Illustration/Digital Art, World Photographic Cup 2024[7], Dallas,TX, USA
- 5th Place, Illustration/Fine Art, FEP Awards 2024[8], Alesund, Norsko

 2023 
- Honorable Mention, Special: Open Category, Annual Photography Awards 2023[9]
- 1st Place, Gold Star Award, Fine Art: Conceptual, ND AWARDS 2023[10], USA
- Gold Award, Conceptual, Black&White, ReFocus Awards 2023[11], New York, USA
- Discovery of the Year, Conceptual, World Photo Annual, ReFocus 2023[5], New York
- Best FIAP Photographer, Gold FIAP Medal, 19th Orhan Holding IPC 2023[12], Turecko
- Gold Salon Medal, POKROVA VERNISSAGE 2023[13], Ukrajina

## Účast v porotách (výběr)
2025 
- NOSTALGIA FOR THE LIGHT 2025, Portugalsko
- CZECH ART PHOTO 2025, Česko
- PhotoArt Prague Photo Circuit 2025, Česko

 2024 
- KIOSKEDIA International Design Award 2024[14], Teherán, Írán
- ONEEYLAND The Top 10 Mobile Photographers in the World 2023[15], Indie
- INTERFOTOKLUB VSETÍN photo competitio 2024

 2023 
- 3 X STATION 2023 Izerskie Forum Fotograﬁi Stacja Kultury Świeradów-Zdrój, Polsko
- BOHEMIA BEST AUTHORS photo competition 2023, Česko
- SUNFLOWER photo competition 2023, Česko

 2022 
- INTERFOTOKLUB VSETÍN, fotografická soutěž, 2022, Česko

 2020 
- PRAGUE, fotografická soutěž, 2020, Česko

 2019 
- AWARDS 35 Art photography 2019, Rusko

 2015 
- OPEN-AIR PHOTO AWARD, fotografická soutěž, 2015, Česko
- WOMAN STRAKONICE, fotografická soutěž, 2015, Česko

## Rozhovory
- Rozhovor pro CFA - Circle Foundation for the Arts (Francie, Lion), 2025.[16]
- Rozhovor pro Exposure One Awards (USA, New York), 2025[17]
- Rozhovor pro Exposure One Awards (USA, New York), 2024.[18]
- Rozhovor pro ITSLIQUID (Itálie, Benátky), 2021.[19]
- Rozhovor pro Ephoto (Slovensko), 2010.[20]

## Členství
- Člen FIAP (Fédération Internationale de l'Art Photographique')
- Člen APF ČR (Asociace profesionálních fotografů ČR)
- Člen FEP (Federation of European Photographers)
- Člen ČFFU (Česká federace fotografického umění)
- Člen Artist Collective (Austrálie)
- Člen CFA Affiliate Artist (Francie)[21]
- Člen IAAP (Makedonie)

## Ocenění

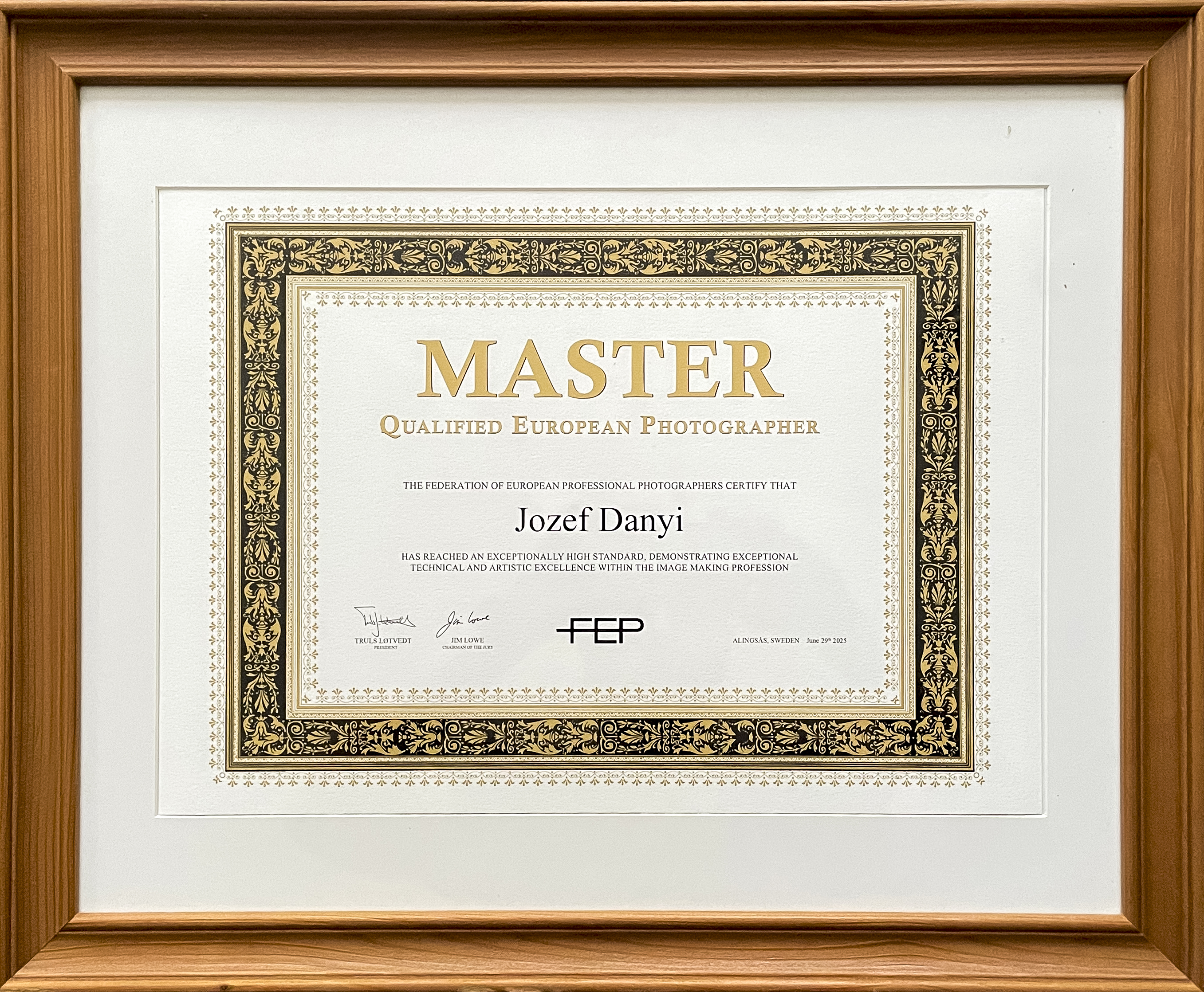
Titul Master QEP. Uděluje FEP - The Federation of European Professional Photographers.

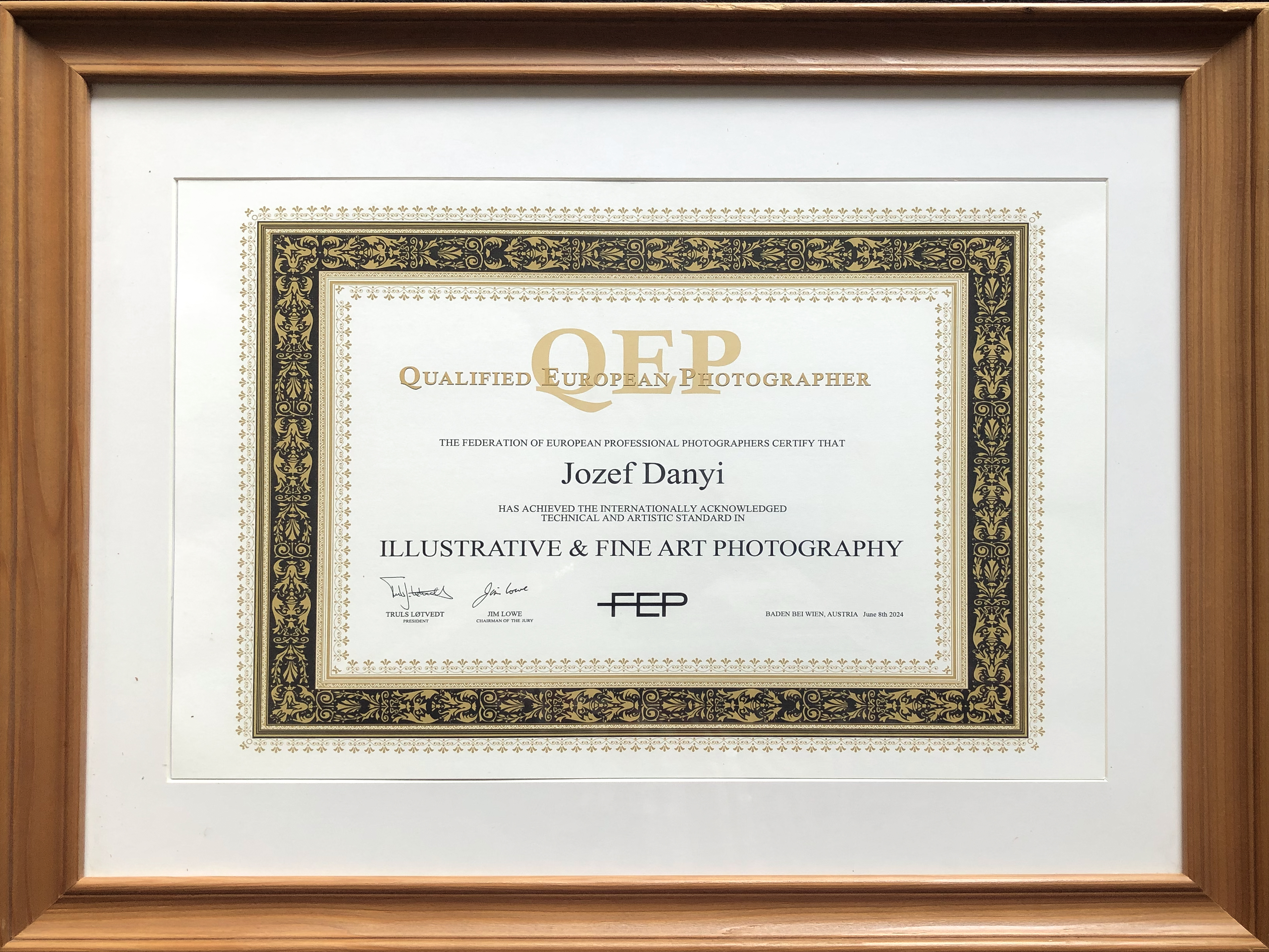
Titul QEP - European Photographer. Uděluje FEP - The Federation of European Professional Photographers.

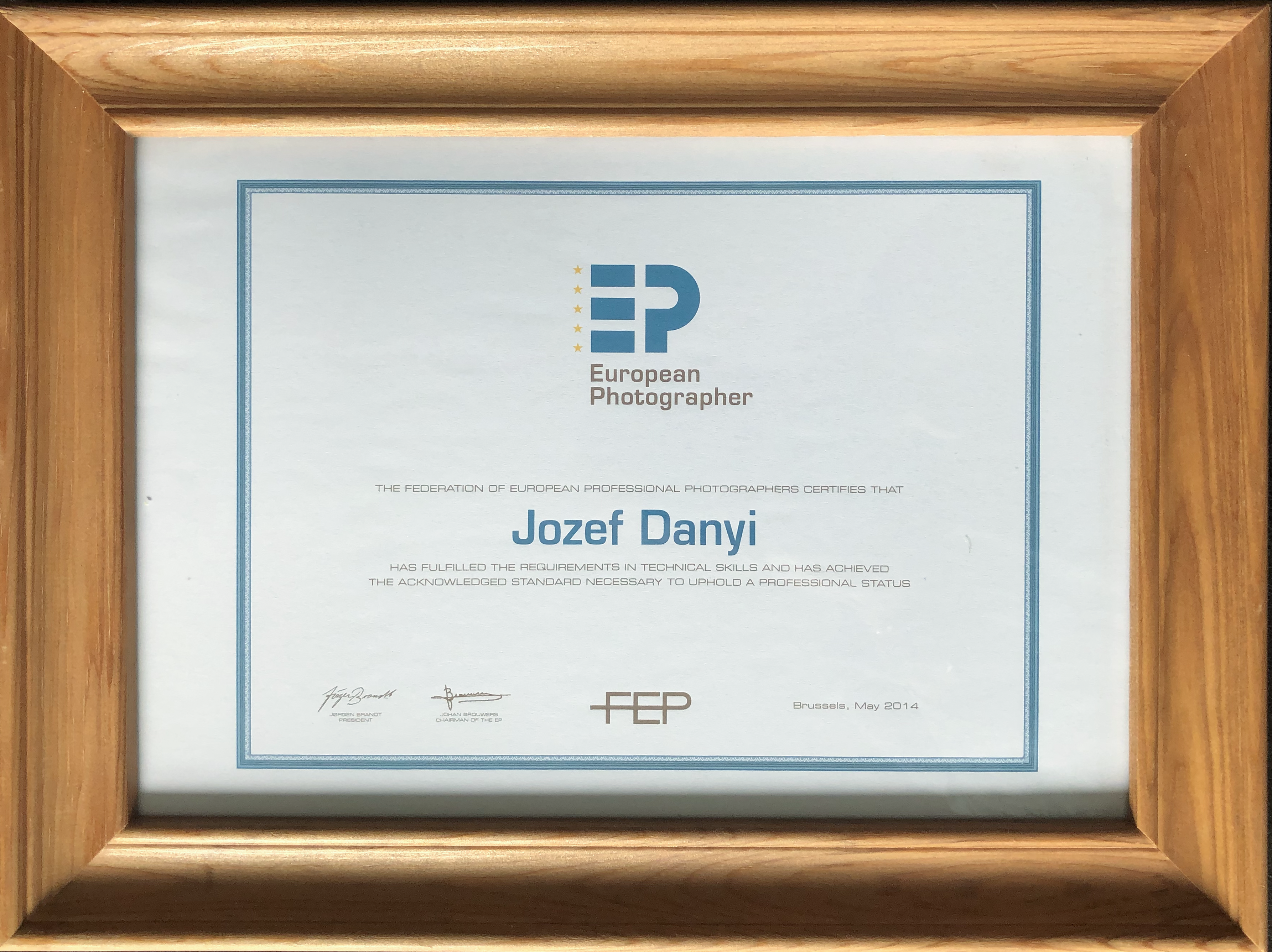

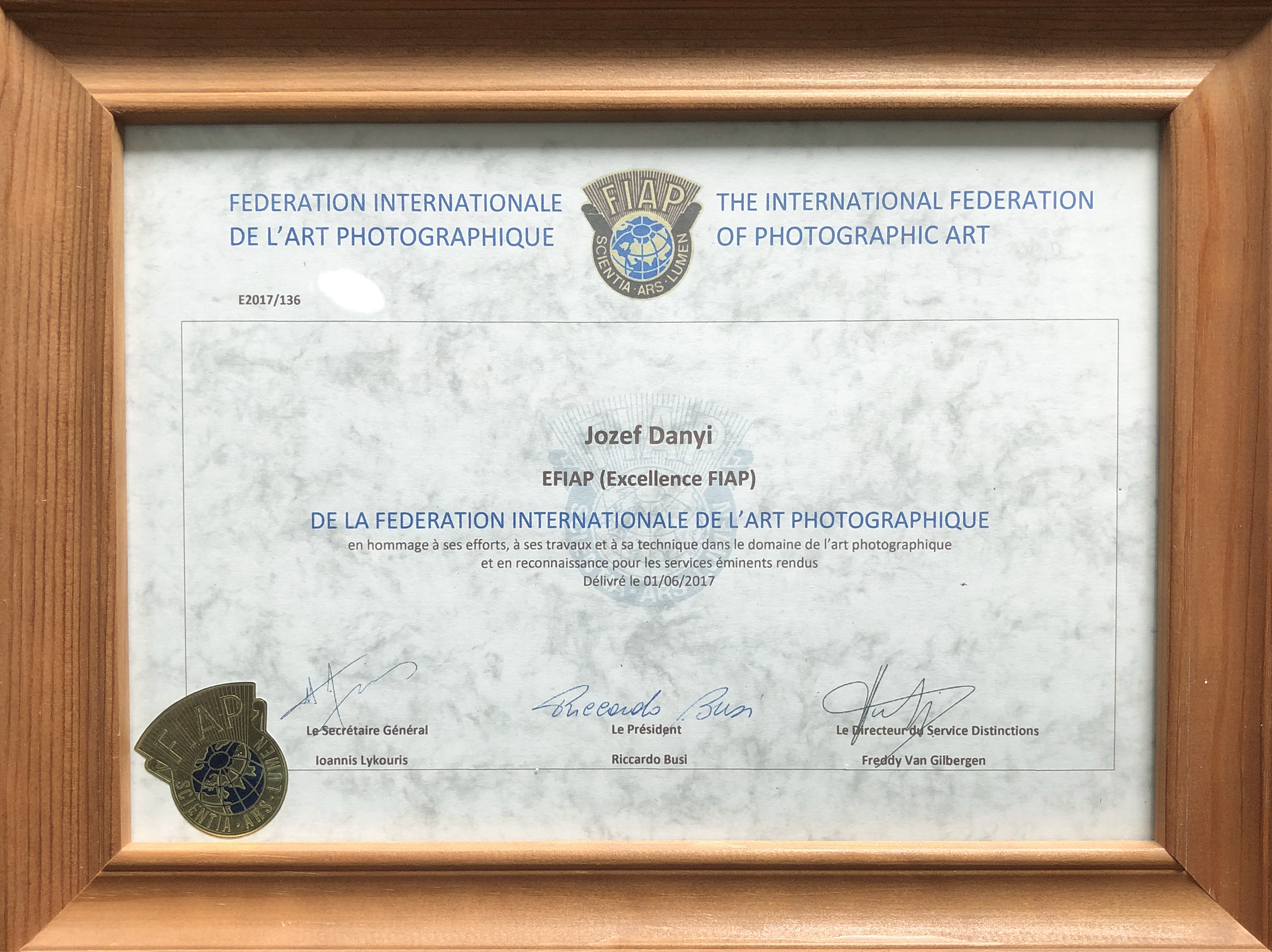
Titul Excellence FIAP. Fédération Internationale de l'Art Photographique, nebo FIAP (Mezinárodní federace umělecké fotografie) udělen v roce 2017.

Jozef Danyi aktivně účinkuje na mezinárodních fotografických salonech od roku 2012. Zastupoval Českou republiku na Světovém fotografickém poháru (WPC), který byl také spolupořádán Federací evropských fotografů (FEP). Tato federace mu v roce 2014 udělila titul Evropský fotograf - EP a v roce 2024 získal titul Kvalifikovaný evropský fotograf - QEP. Je také aktivním členem České federace umělecké fotografie (CFFU) a Mezinárodní federace fotografického umění (FIAP), která mu v roce 2017 udělila titul Excellence FIAP. Od roku 2020 je členem organizací French CFA Affiliate Artist a Australian Artist Collective. Od roku 2024 je členem Asociace profesionálních fotografů ČR. V roce 2025 získal dva nové fotografické tituly Artist IAAP ( A IAAP - International Association of Art Photographers) a Master QEP.

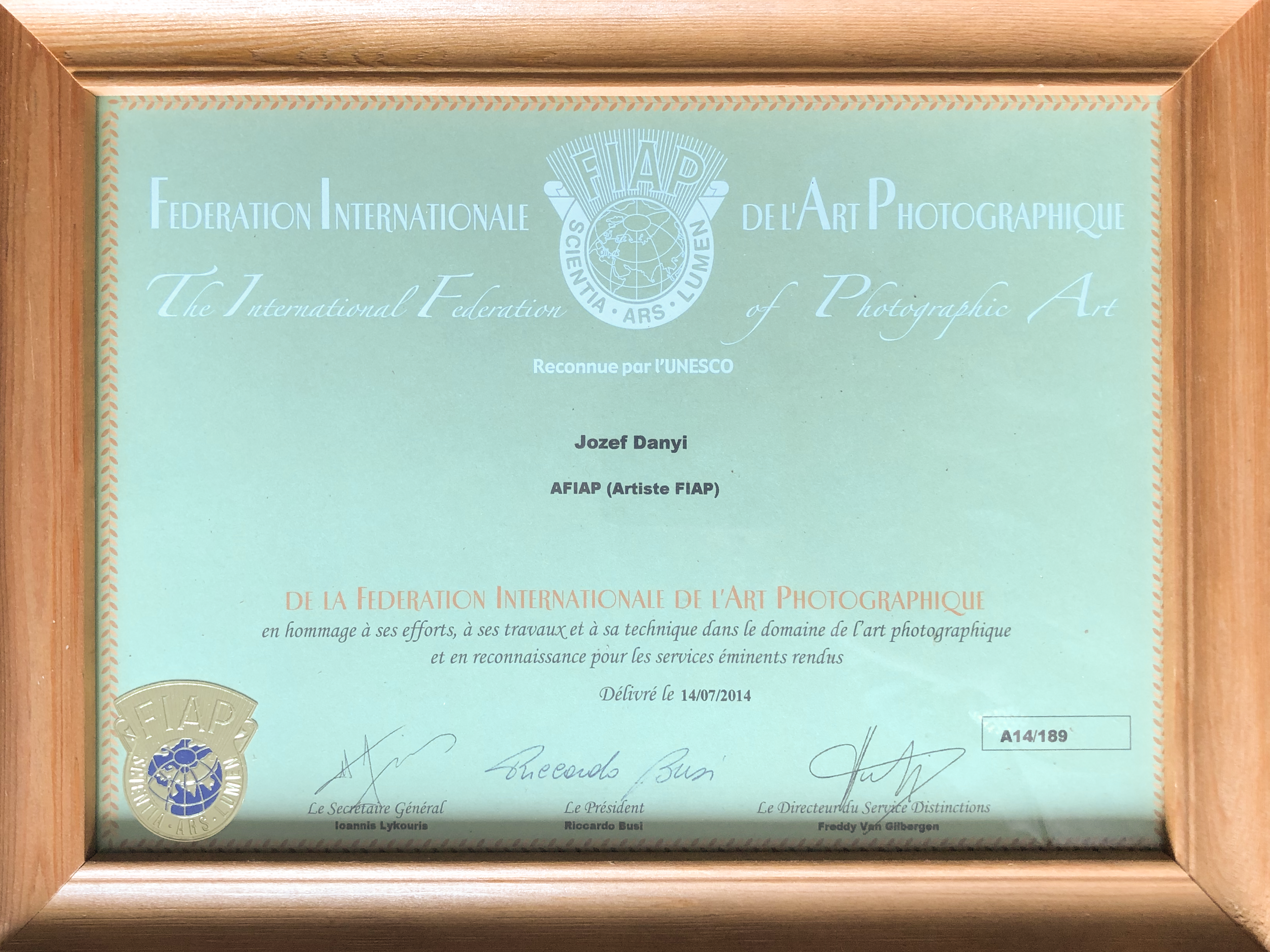
Titul Artist FIAP. Fédération Internationale de l'Art Photographique, nebo FIAP (Mezinárodní federace umělecké fotografie) je mezinárodní organizace národních fotografických sdružení. Členy je více než 85 národních asociací, zahrnující téměř jeden milion jednotlivých fotografů.

- Je držitelem téměř 300 ocenění ve 40 státech na 4 kontinentech.Titul Artist FIAP. Fédération Internationale de l'Art Photographique, nebo FIAP (Mezinárodní federace umělecké fotografie) je mezinárodní organizace národních fotografických sdružení. Členy je více než 85 národních asociací, zahrnující téměř jeden milion jednotlivých fotografů.Aktuálně je zařazen do Top Ten evropských a světových fotografů v kategorii ilustrace a fine art/digital art.